# Leucostegia nodosa
Leucostegia nodosa là một loài dương xỉ trong họ Hypodematiaceae. Loài này được Bedd. mô tả khoa học đầu tiên năm 1876.
Danh pháp khoa học của loài này chưa được làm sáng tỏ. 